# Antijég
Az Antijég (Anti-Ice) egy 1993-ban megjelent sci-fi regény Stephen Baxter tollából. A regény az 1800-as években játszódik, ahol egy felfedezés megváltoztatja a viktoriánus Angliát. Magyarul a Metroplis Media adta ki 2014-ben, Galaktika Fantasztikus Könyvek-sorozatuk tagjaként.

## Cselekmény
|  | Alább a cselekmény részletei következnek! |

Az 1800-as évek közepén vívott krími háború fordulópontja volt Szevasztopol eleste. A hosszan elnyúló ostrom végül a jobb utánpótlási vonalakkal rendelkező szövetséges angol–török–francia csapatok javára dőlt el, melyek így megszállhatták a kiéheztetett várost. A mi világunkban.
Stephen Baxter regényében a történelem átalakul. A Déli-sarkon egy angol utazó különleges jégre bukkan, amely melegítéskor nem vízzé olvad, hanem erős robbanást idéz elő. Ezt az antijégnek elnevezett anyagot vetik be a britek Szevasztopolnál, elpusztítva a várost. A felfedezésnek köszönhetően rohamos fejlődésnek indul a technika és a tudomány is, és az éjszakánként rejtélyes ikerholdak fényében fürdő Föld lakói fejüket kapkodva próbálják a lépést tartani a haladás mind sebesebben kattogó fogaskerekeivel.
|  | Itt a vége a cselekmény részletezésének! |

## Magyarul
- Antijég; ford. Hidy Mátyás; Metropolis Media, Bp., 2014 (Galaktika fantasztikus könyvek)